# Tianchang

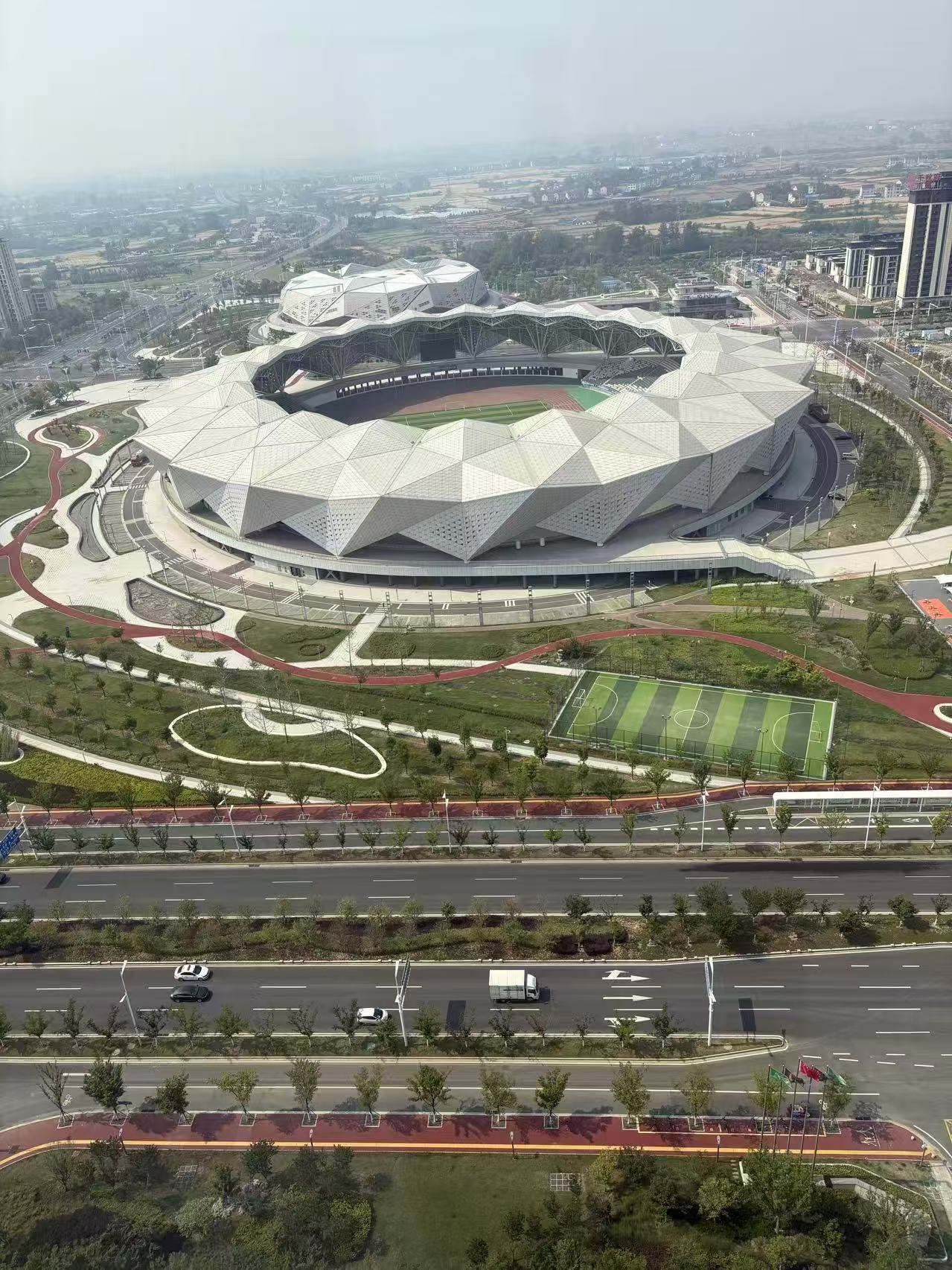
Tianchang stadium

Tianchang (en chino, 天长; pinyin, Tiāncháng) es un municipio  bajo la administración directa de la Prefectura Chuzhou en la Provincia de Anhui, República Popular China.  Su área es de 1754 km² y su población total para 2010 superó los 600 mil habitantes. 

## Administración
Desde julio de 2020, el  Municipio Tianchang se divide en 16 pueblos que se administran en 2 subdistritos y 14 poblados.